# Mestre dos Túmulos Reais

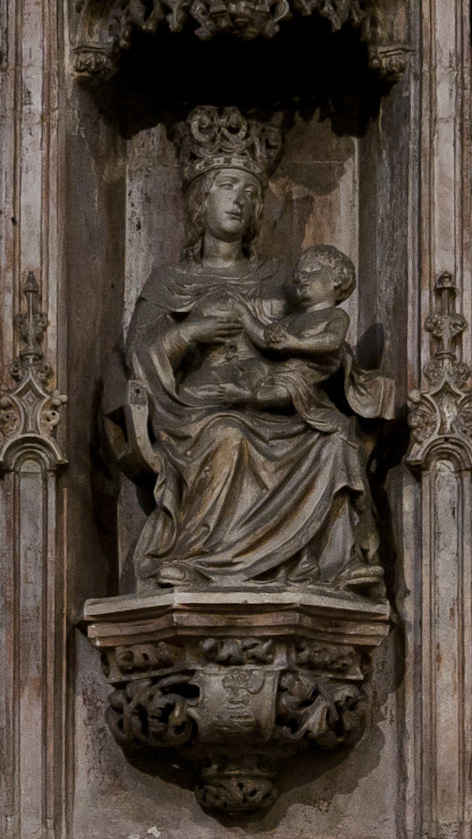
Virgem do Leite (Túmulo de D. Sancho I, pormenor), Igreja de Santa Cruz de Coimbra

O Mestre dos Túmulos Reais ou Mestre dos Túmulos dos Reis (o nome, locais e datas de nascimento e morte deste hipotético mestre são desconhecidos), terá sido um escultor português ativo no século XVI.

## Obra
Segundo a historiografia da arte em Portugal, ao Mestre dos Túmulos Reais é consensualmente atribuída a estatuária secundária e vários lavrantes dos túmulos reais de D. Afonso Henriques e D. Sancho I na Igreja de Santa Cruz de Coimbra; destaque-se a Virgem do Leite que, segundo Fernando António Baptista Pereira, será a sua obra-prima  (pertence ao túmulo de D. Sancho I). O desenho da arquitetura de enquadramento desses dois túmulos monumentais é atribuído a Diogo de Castilho (esta atribuição não é unânime; segundo Pedro Dias, a conceção deverá ter sido de João de Castilho, irmão mais velho de Diogo, tendo Diogo de Castilho vigiado e dirigido a obra); as estátuas jacentes são comprovadamente de Nicolau de Chanterene.
"Foi António Nogueira Gonçalves que, ao criar o agrupamento de obras que colocou sob a designação convencional de mestre dos Túmulos Reais, […] melhor permitiu recortar a personalidade de um artista que realizou na sua obra a síntese entre o legado escultórico manuelino e as novidades do renascimento protagonizadas por Chanterene". A obra realizada nos túmulos demonstra o seu conhecimento da gramática ornamental renascentista e o seu domínio da fisionomia humana, sabendo como  "valorizar e diversificar os rostos das personagens representadas".
Outras obras atribuídas ao mestre dos Túmulos Reais: 
- Anjo Custódio[2] – antigo Mosteiro de Santa Clara, Coimbra; hoje no Museu Nacional de Machado de Castro.
- Virgem do Leite[2] – Museu da Sé de Braga; no local original (no exterior da capela-mor), foi colocada uma cópia.
- Virgem da Anunciação[2] – pertenceu à capela de Santa Maria do claustro da Sé Velha de Coimbra e está hoje no MNMC; não existe unanimidade relativamente a esta atribuição e a obra poderá ligar-se à "influencia direta" de Nicolau de Chanterene.

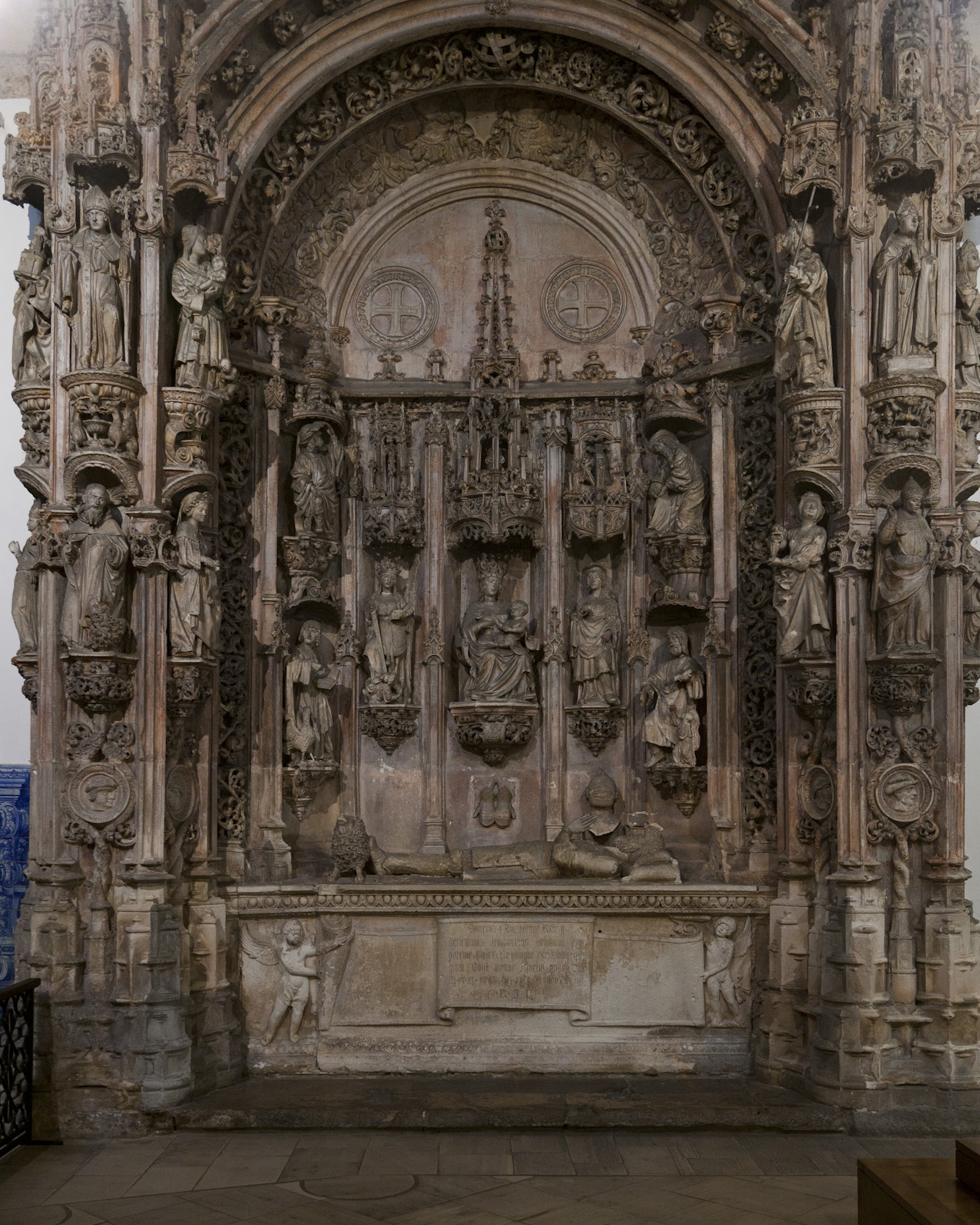
Túmulo de D. Sancho I, Igreja de Santa Cruz de Coimbra
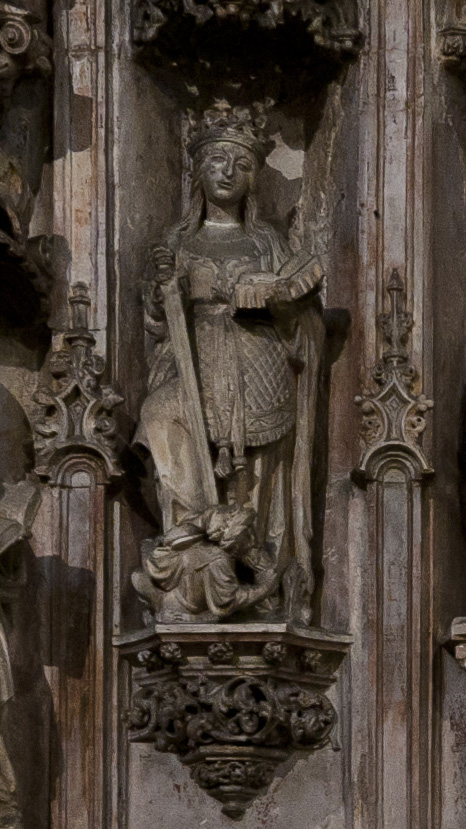
Santa Catarina (Túmulo de D. Sancho I, pormenor), Igreja de Santa Cruz de Coimbra
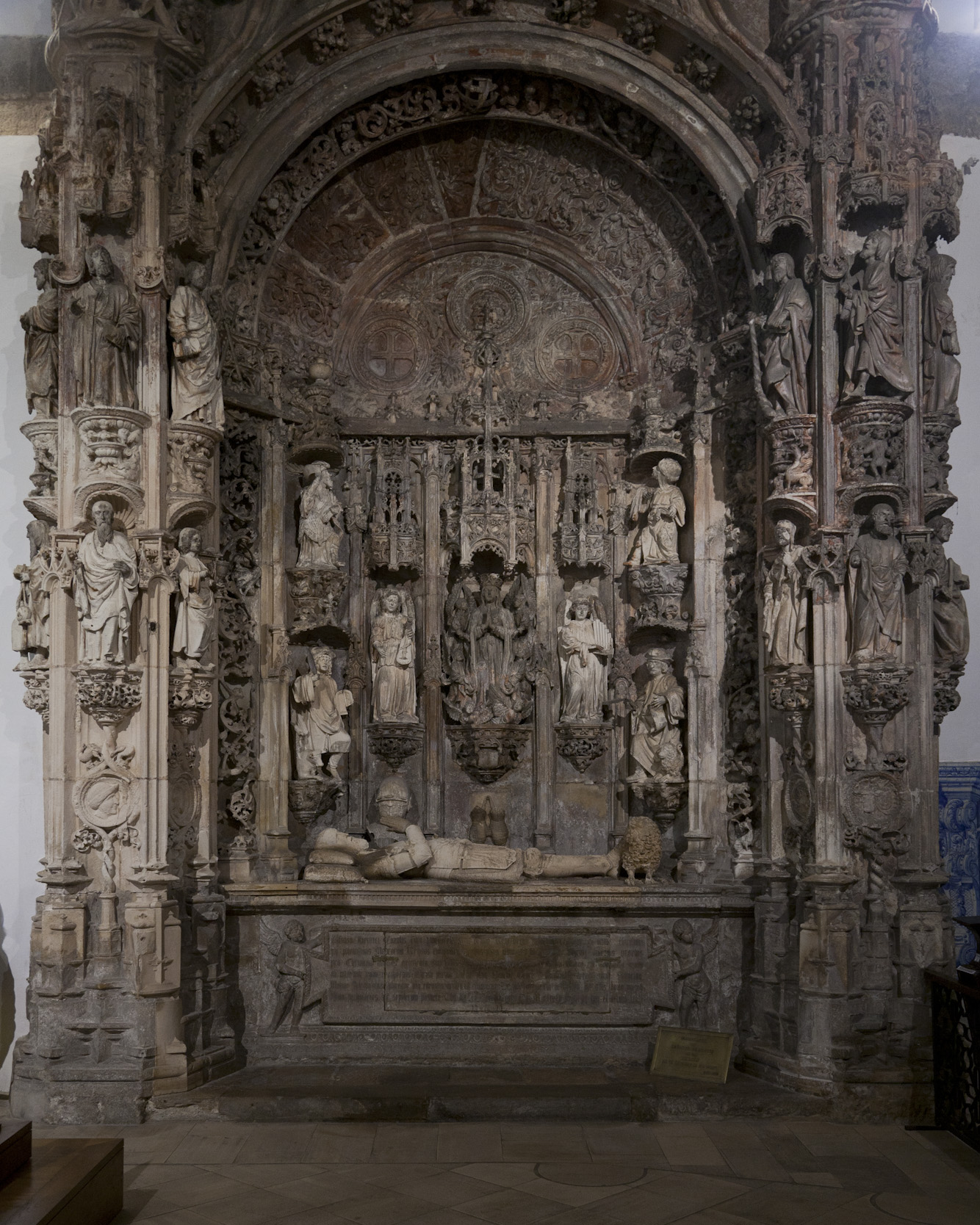
Túmulo de D. Afonso Henriques, Igreja de Santa Cruz de Coimbra
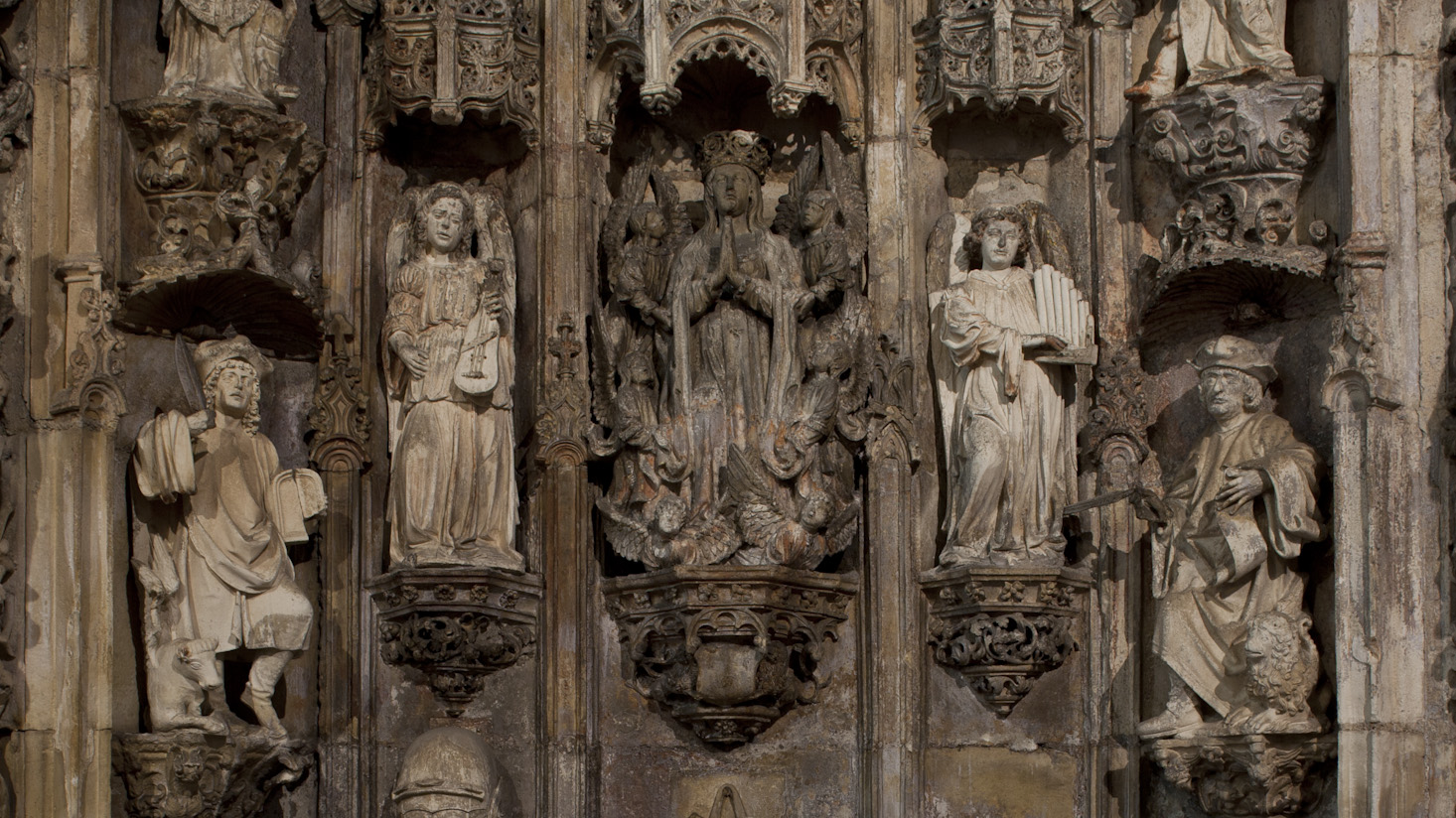
Túmulo de D. Afonso Henriques, pormenor, Igreja de Santa Cruz de Coimbra
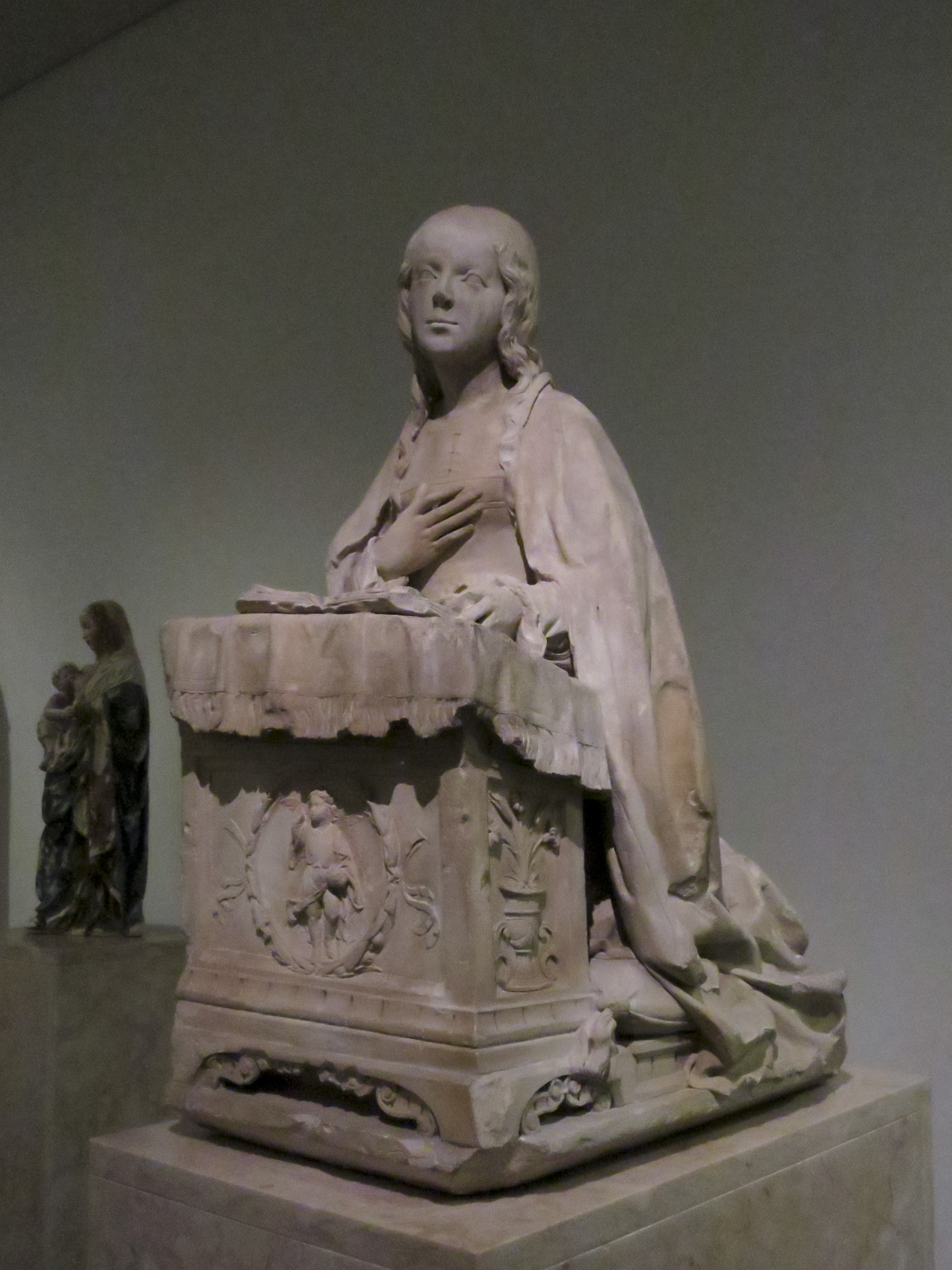
Virgem da Anunciação, MNMC
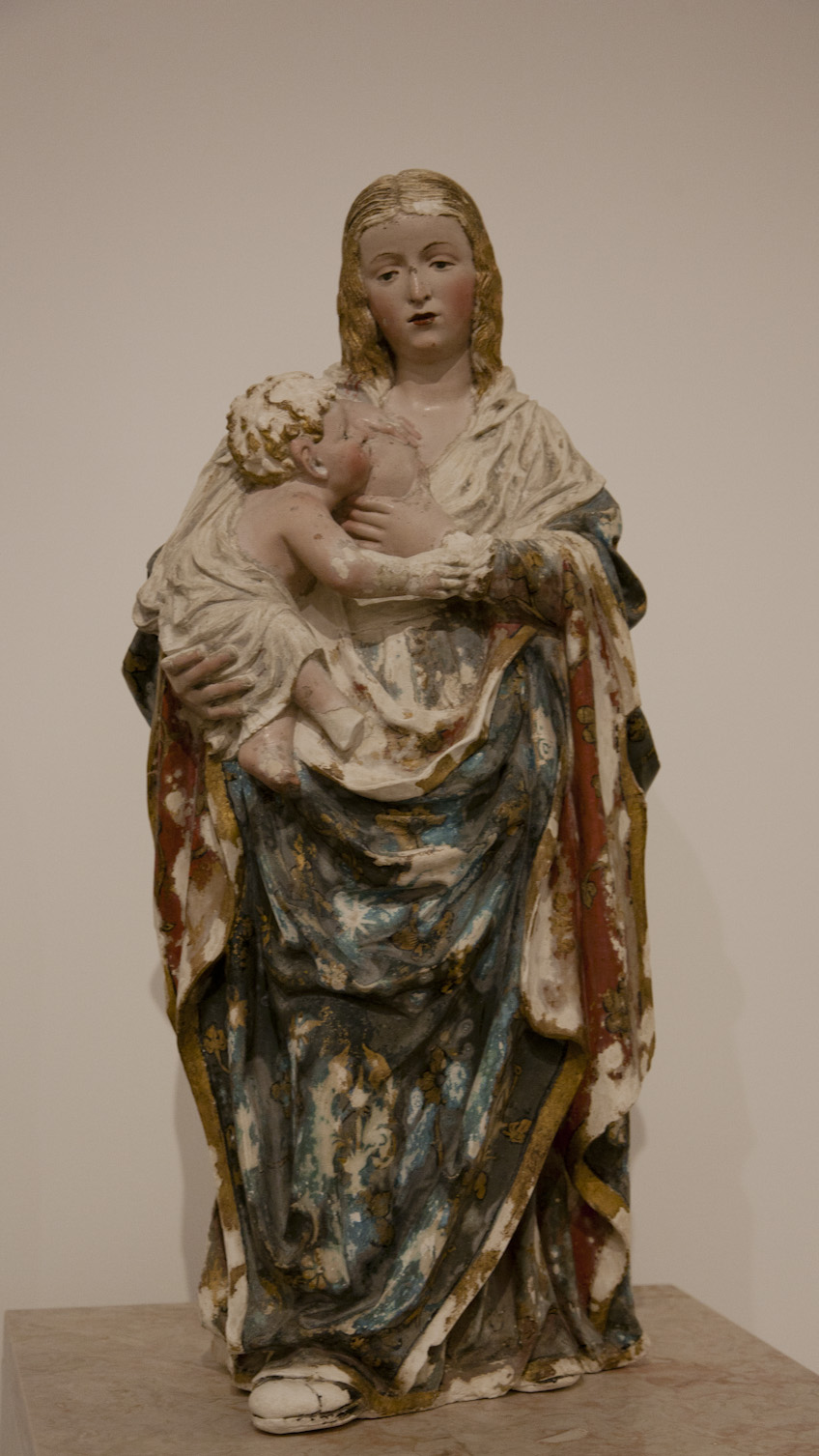
Virgem do Leite, 1520-1525, MNMC
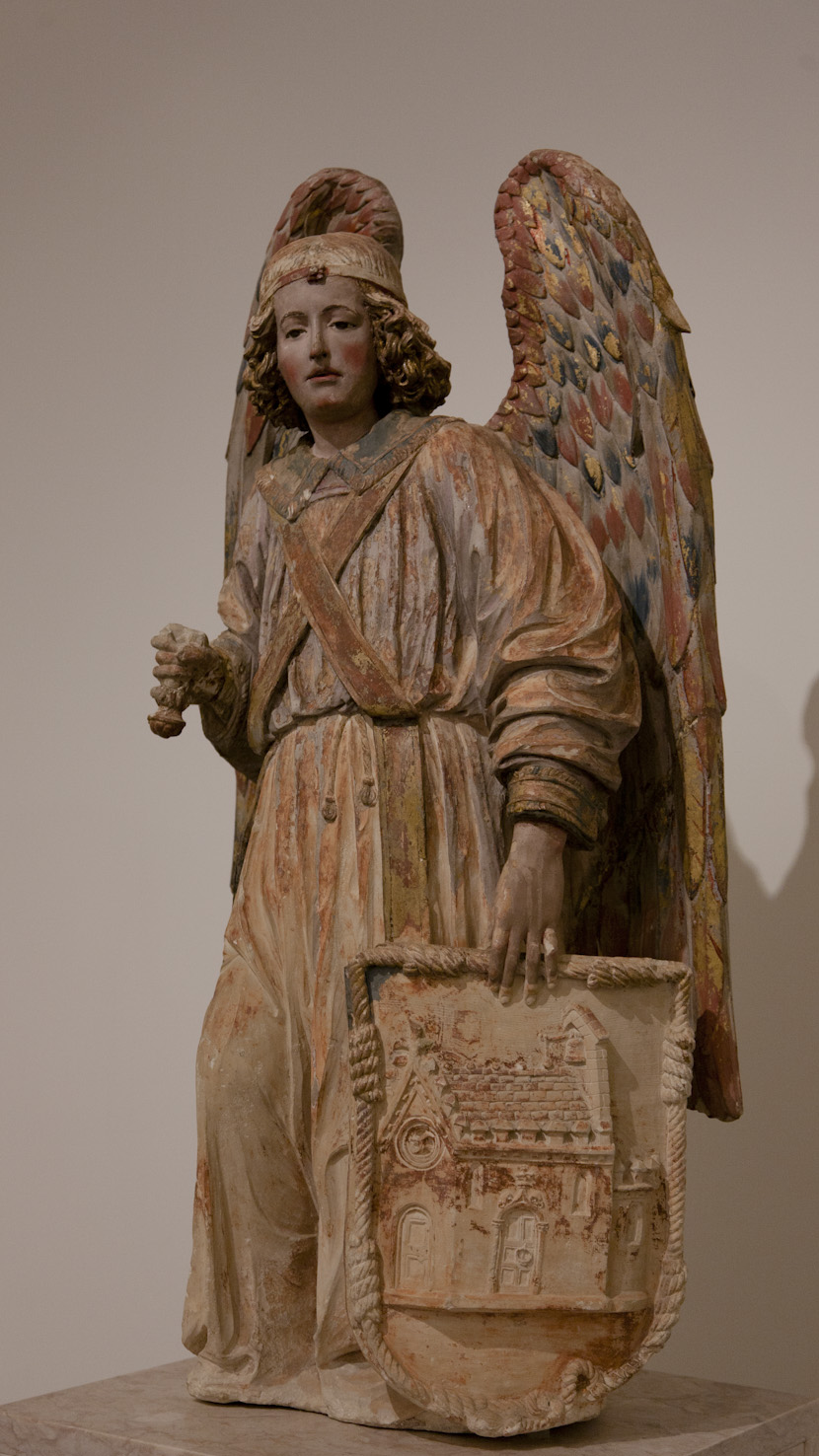
Anjo Heráldico, 1520-1525, 107 x 51 x 30 cm, MNMC
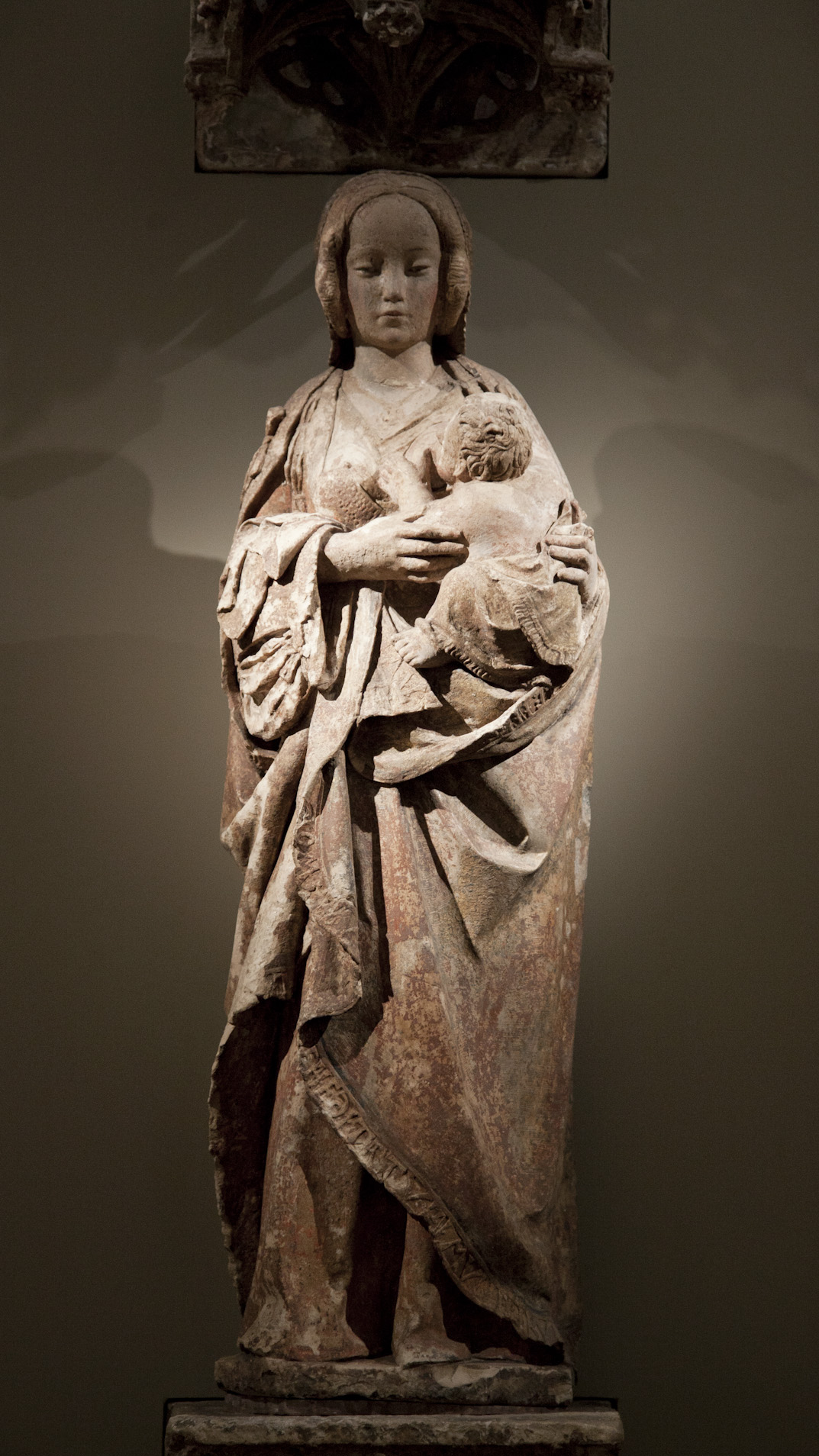
Virgem Maria segundo invocação de Nossa Senhora do Leite, Museu da Sé de Braga